# It's Complicated
It's Complicated (Titulada No es tan fácil en España, Enamorándome de mi ex en Hispanoamérica) es una película de 2009, producida en Estados Unidos y dirigida por Nancy Meyers.

## Argumento
Jane (Meryl Streep), madre de tres hijos ya adultos, es la propietaria de un restaurante-pastelería de Santa Bárbara. A pesar de estar divorciada desde hace años, mantiene una amistosa relación con su exmarido Jake (Alec Baldwin). Sin embargo, cuando tienen que viajar juntos para asistir a la graduación de su hijo su relación se estropea. Al casarse Jake con una mujer más joven, Jane se convierte de pronto en "la otra". Y de este embrollo no podrá librarse ni siquiera Adam (Steve Martin), un arquitecto contratado para renovar la cocina de Jane.

## Reparto
- Meryl Streep como Jane Adler.
- Alec Baldwin como Jake Adler.
- Steve Martin como Adam Schaffer.
- Lake Bell como Agness Adler.
- Caitlin FitzGerald como Lauren Adler.
- John Krasinski como Harley Smith.
- Zoe Kazan como Gabby Adler.
- Hunter Parrish como Luke Adler.
- Mary Kay Place como Joanne.
- Rita Wilson como Tristha.
- Alexandra Wentworth como Diane.
- Blanchard Ryan as Annalise.
- James Patrick Stuart como Dr. Moss
- Peter Mackenzie como Dr. Alan
- Emily Kinney como Waitress.

## Premios

### Premios Globo de Oro
| Año  | Categoría                          | Actor                              | Resultado |
| ---- | ---------------------------------- | ---------------------------------- | --------- |
| 2009 | Mejor Película - Comedia o Musical | Mejor Película - Comedia o Musical | Candidata |
| 2009 | Mejor Actriz - Comedia o Musical   | Meryl Streep                       | Candidata |
| 2009 | Mejor Guion                        | Nancy Meyers                       | Candidata |

### Premios BAFTA
| Año  | Categoría              | Actor        | Resultado |
| ---- | ---------------------- | ------------ | --------- |
| 2009 | Mejor Actor de Reparto | Alec Baldwin | Candidato |

- Datos: Q843950